# Linamon
Linamon (Bayan ng Linamon) är en kommun i Filippinerna. Kommunen ligger på ön Mindanao, och tillhör provinsen Lanao del Norte. Folkmängden uppgår till 14 959 invånare.
Linamon är indelat i 8 barangayer.